# Vallastaden 2017

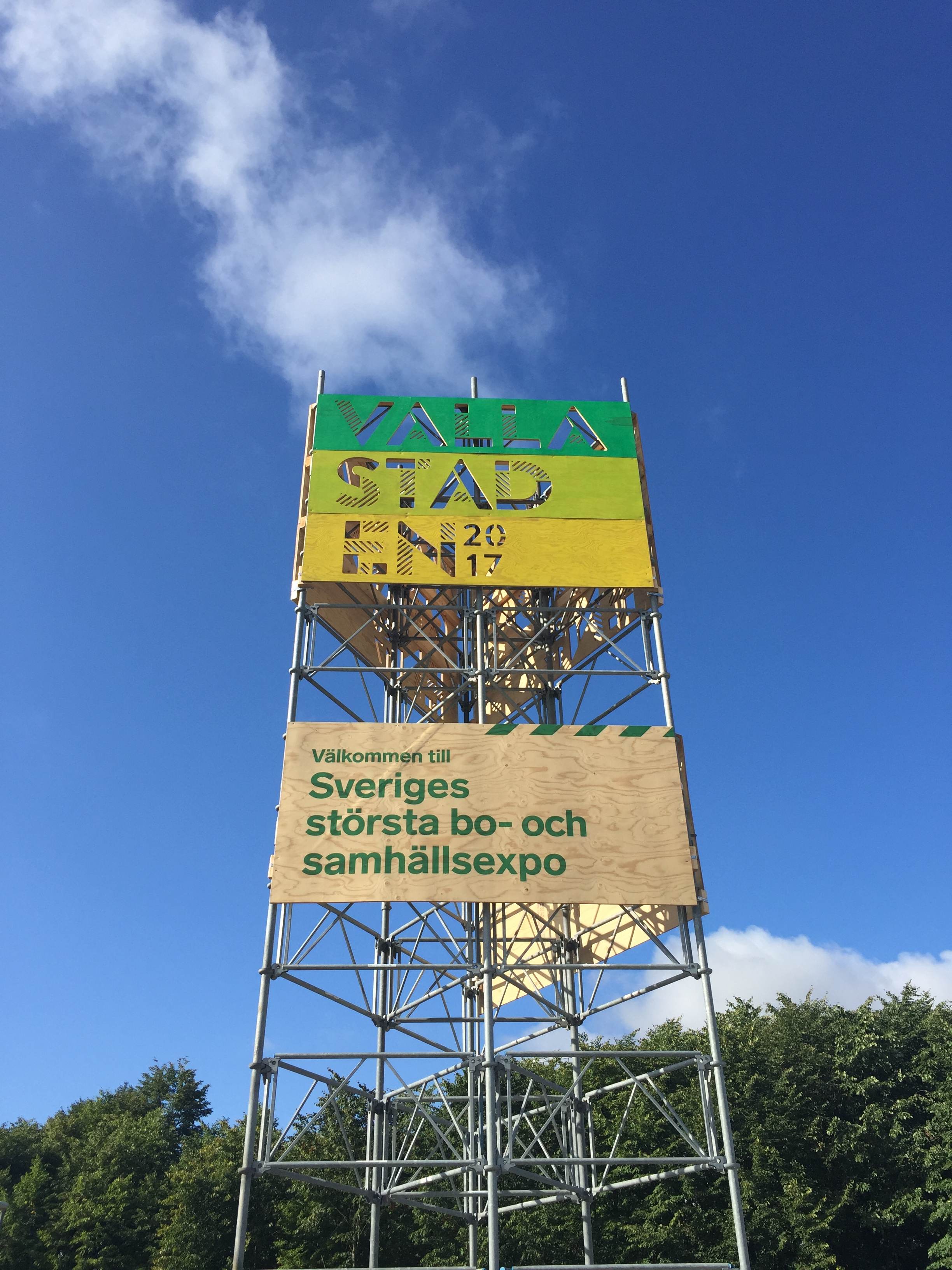
Skylt för Vallastaden 2017 på utställningsområdet.

Vallastaden 2017 var en boutställning i Linköping 2–24 september 2017. Utställningen besöktes av 75 000 personer. På området fanns 72 olika utställningar. Mässan hade fyra teman: kreativitet, social hållbarhet, kunskap och resurseffektivitet.
Under våren 2012 genomfördes en arkitekttävling i syfte att få fram bra idéer om hur Vallastaden ska formas. Det vinnande förslaget – Tegar av Okidoki Arkitekter – baseras på den traditionella oskiftade byns indelning av jordbruksmarken i tegar. Förslaget ger förutsättningar för många olika marktilldelningar i varierande storlek och till blandningen av bostadstyper och boendeformer. Inom varje kvarter blandas flerbostadshus, radhus och villor.
I Vallastaden finns många smarta lösningar, spännande arkitektur och innovativ teknik. Ett stort antal av husen är passivhus eller plusenergihus och flera hus är byggda i trä. Exempelvis sköts avfallshanteringen genom innovativa sopsugar.